# The National Police Gazette

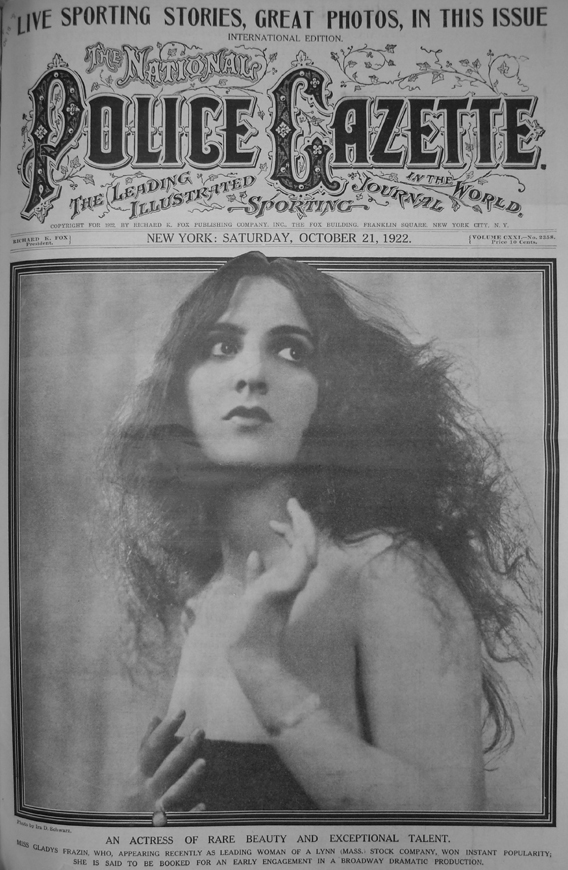
Titelseite von 1922 mit einem Foto von Gladys Frazin

The National Police Gazette, kurz Police Gazette, war eine 1845 gegründete und 1977 eingestellte populäre US-amerikanische Zeitschrift. Sie beschäftigte sich vordergründig mit kriminologischen Vorgängen, deckte aber auch Boulevard-Themen wie Sport und Prostitution ab.
Gründer der Zeitschrift waren die Journalisten Enoch E. Camp und George Wilkes. Zwischen 1877 und 1922 war Richard Kyle Fox Leiter der Police Gazette. Der amerikanische Fotograf Phil Stern lernte sein fotojournalistisches Handwerk Mitte der 1930er Jahre bei der Gazette in New York. Im 20. Jahrhundert wurde die Zeitschrift auf pinkfarbenem Papier gedruckt.
Bereits im 18. Jahrhundert gab es eine von Henry Fielding gegründete Zeitschrift mit dem Titel Police Gazette.